# ذهبان (جبل)
ذهبان جبل يقع في شمال غرب المدينة المنورة.

## ما ذكره المؤرخون
قال البکري الأندلسي
بفتح أوّله وإسكان ثانيه وبالباء المعجمة بواحدة أيضاً، على بناء فعلان: جبل، قال كثيّر:
قال یاقوت الحموي
(بالفتح ثمّ السكون وباء موحدة و آخره نون)، قال ابن السكيت: ذهبان جبل لجهينة أسفل من ذي المروة بينه وبين السّقيا، قال كثير:
قال عبد المومن البغدادي
(بالفتح، ثم السكون وباء موحدة وآخره نون): جبل لجهينة أسفل من ذي المروة، بينه وبين السّقيا.
قال السمهودي
ذهبان، (بفتحات وباء موحدة ونون)، جبل لجهينة أسفل من ذي المروة، بينه وبين السقيا.
قال عبد الرحمن بن ابراهیم حسیني حنبلي
ذهبان جبل بجهینة أسفل من ذي المروة بینه وبین أم البرك.